# Loreen
Loreen, właśc. Lorine Zineb Nora Talhaoui (ur. 16 października 1983 w Åkersberdze) – szwedzka piosenkarka, autorka tekstów i kompozytorka pochodzenia marokańsko-berberyjskiego. Dwukrotna zwyciężczyni Konkursu Piosenki Eurowizji w 2012 i 2023.
W 2004 uczestniczyła w pierwszej szwedzkiej edycji programu Idol (2004). Krajowy rozgłos zyskała dzięki udziałowi w programie Melodifestivalen 2011 z utworem „My Heart Is Refusing Me”, za którego sprzedaż w nakładzie ponad 80 tys. egzemplarzy uzyskała certyfikat podwójnej platynowej płyty w Szwecji. W 2012 z utworem „Euphoria” zwyciężyła w finale Melodifestivalen 2012 oraz w finale 57. Konkursie Piosenki Eurowizji, dzięki czemu trafiła na wiele zagranicznych list sprzedaży, a w samej Szwecji był najczęściej kupowanym singlem w 2012 i przyznano mu dziewięć platynowych certyfikatów za sprzedaż ponad 360 tys. egzemplarzy. W tym samym roku wydała swój debiutancki album studyjny pt. Heal, który sprzedał się w ponad 40 tys. sztuk w Szwecji, dzięki czemu uzyskał status platynowej płyty, a w klasyfikacji rocznej uplasował się na 14. pozycji najlepiej sprzedających się albumów. W 2017 wydała drugi album studyjny pt. Ride. W 2023 zwyciężyła z utworem „Tattoo” w finale programu Melodifestivalen 2023 oraz w finale 67. Konkursu Piosenki Eurowizji.
Laureatka Europejskiej Nagrody Muzycznej MTV dla najlepszego szwedzkiego wykonawcy oraz nagrody Rockbjörnen.

## Życiorys
Urodziła się 16 października 1983 w Åkersberdze, jest najstarszym z sześciorga dzieci Berberów, którzy sprowadzili się do Szwecji z południowego Maroka, w którym jej ojciec był aktywny politycznie jako dyplomata. Jej matka miała 16 lat, gdy ją urodziła. Gdy miała sześć lat, jej rodzice się rozwiedli. Wraz z matką i rodzeństwem przeniosła się do Västerås, gdzie uczęszczała do szkoły, a jej matka imała się różnych dorywczych prac, by utrzymać rodzinę. Jej ojciec wyjechał do Hiszpanii, gdzie zmarł, gdy jego córka miała 13 lat.

## Kariera

### 2004–2010: Początki kariery

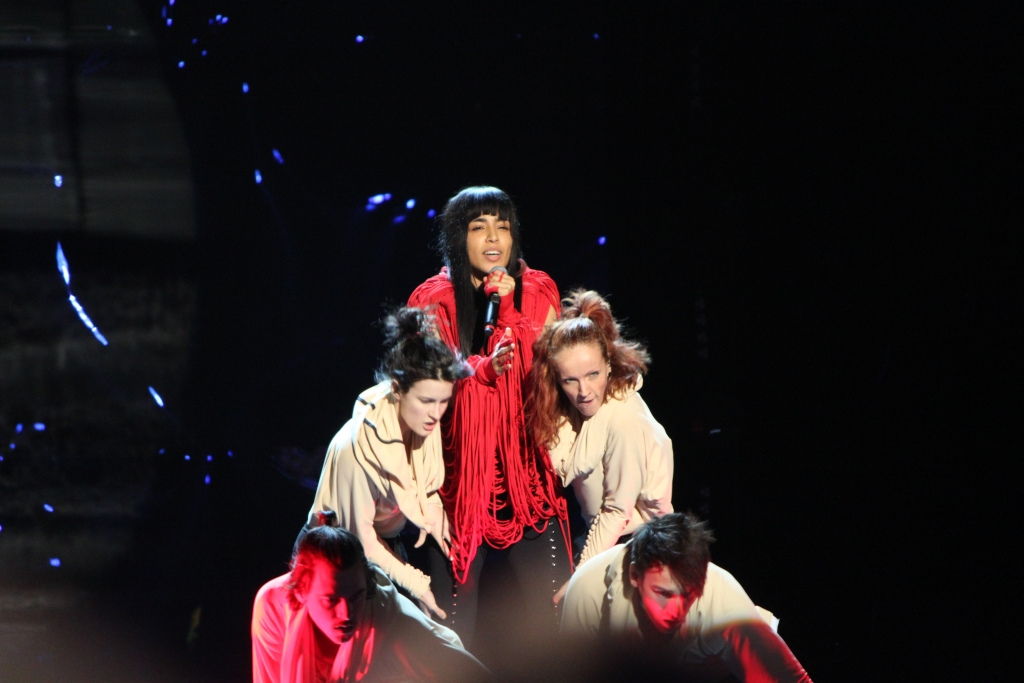
Loreen podczas występu do Melodifestivalen 2011

W 2004 wzięła udział w pierwszej edycji szwedzkiej wersji programu Idol, w której zajęła czwarte miejsce. W 2005 nagrała piosenkę „The Snake” we współpracy z grupą Rob’n’Raz oraz została prezenterką stacji TV400, w której pracowała przez rok. W latach 2005–2011 pracowała w stacjach telewizyjnych jako producentka i reżyserka programów reality show, m.in. Värsta pojkvänsakademin (TV3), Matakuten (TV4) czy Frufritt (SVT). W 2007 użyczyła głosu Śpiącej Królewnie w szwedzkiej wersji językowej filmu Shrek Trzeci. W 2011 podłożyła głos Smerfetce w szwedzkiej wersji filmu Smerfy. Do działalności muzycznej powróciła piosenką „My Heart Is Refusing Me” wykonaną w programie Melodifestivalen 2011. Singel „My Heart Is Refusing Me”, wydany oficjalnie 27 lutego, dotarł do dziewiątego miejsca szwedzkiej listy przebojów i otrzymał status podwójnej platyny, uzyskawszy sprzedaż na poziomie 80 tys. egzemplarzy. Jesienią wydała singiel „Sober”, z którym dotarła do 26. miejsca Sverigetopplistan i za który uzyskała status platynowej płyty za sprzedaż w ponad 40 tys. egzemplarzy w Szwecji.

### 2011–2013: Melodifestivalen, Konkurs Piosenki Eurowizji
6 lutego 2012 wystąpiła na Gaygalan 2012, na której odebrała nagrodę dla najlepszej szwedzkiej piosenki roku (za „My Heart Is Refusing Me”).

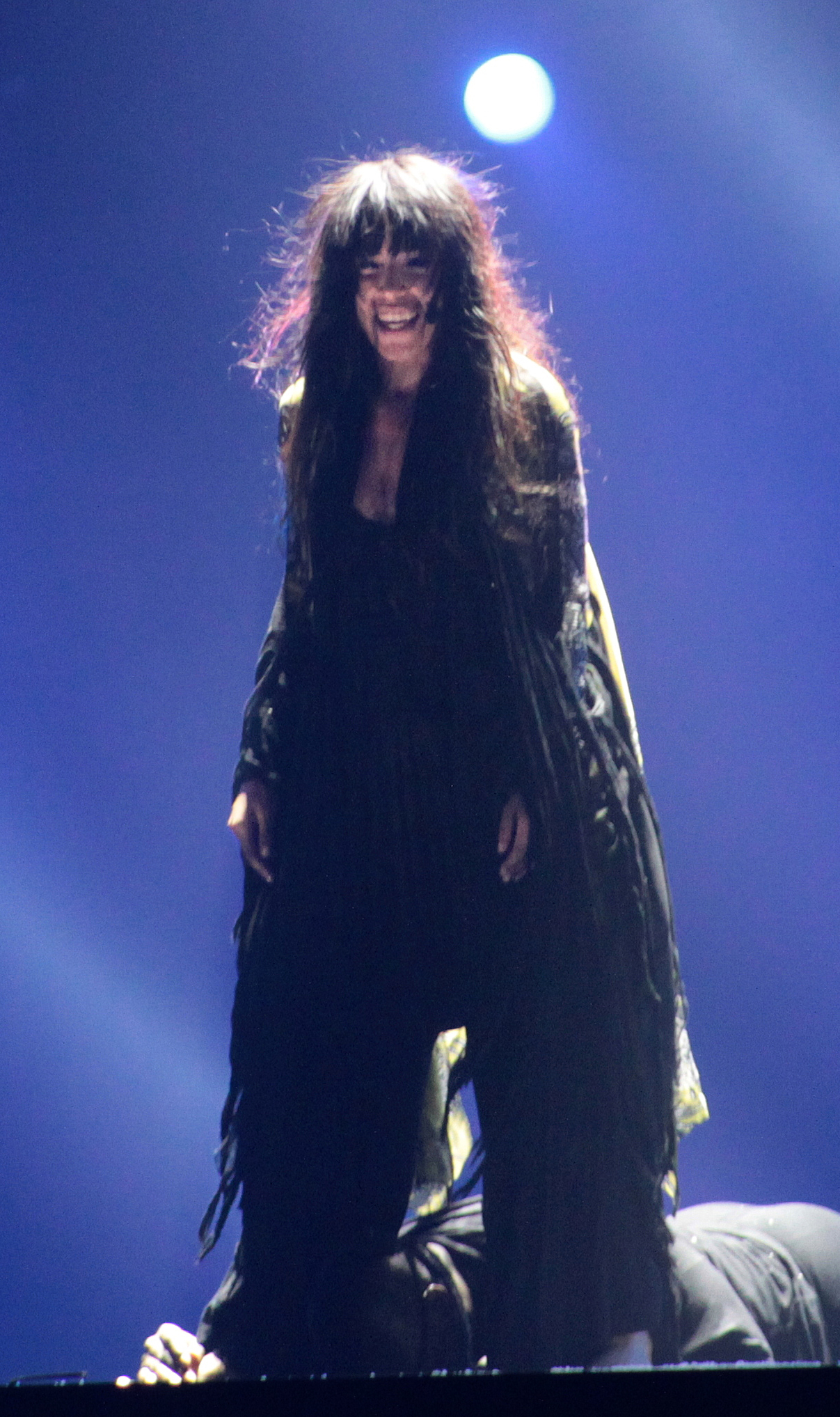
Loreen w 57. Konkursie Piosenki Eurowizji w Baku (2012)

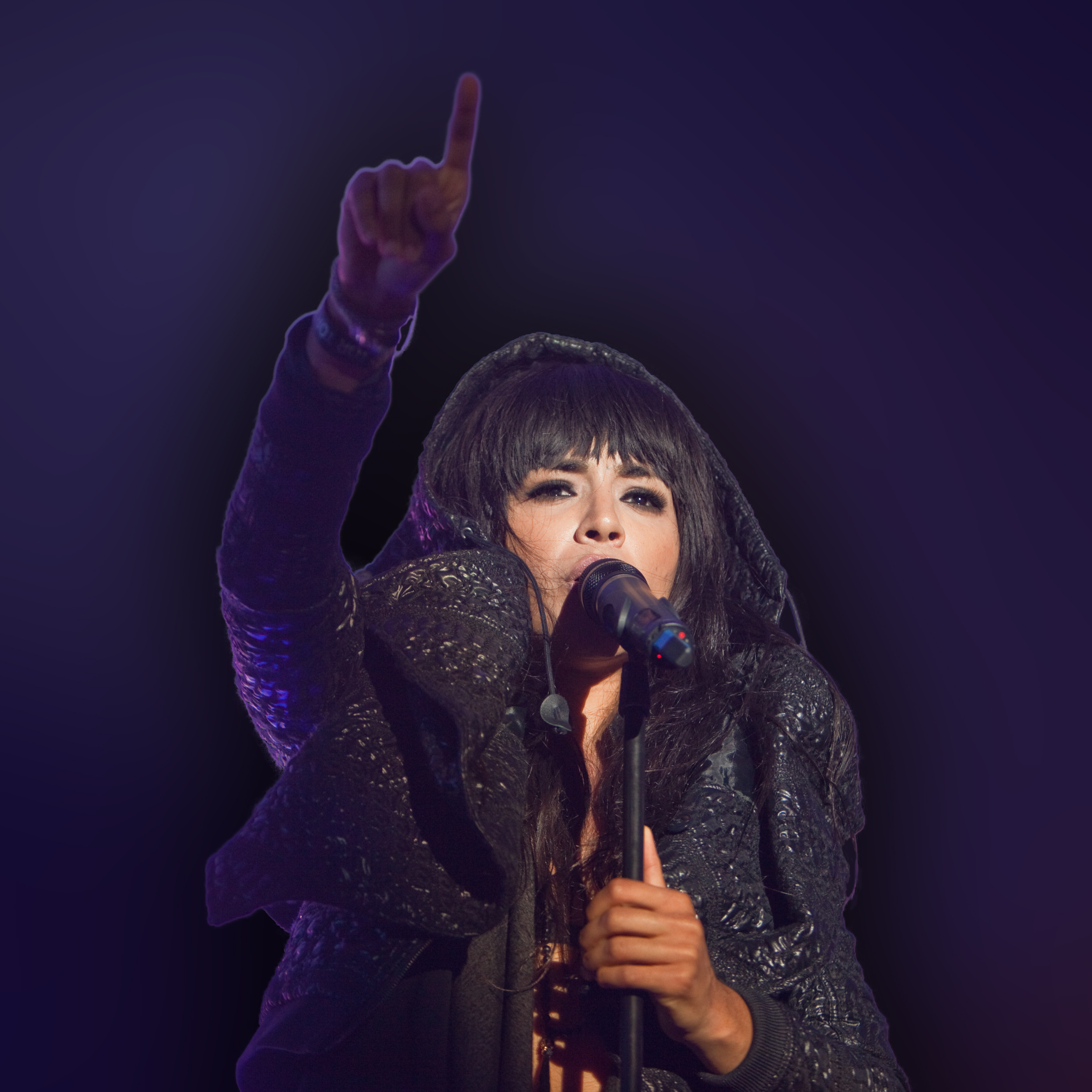
Loreen podczas koncertu w Sztokholmie (2012)

W 2012 zwyciężyła z utworem „Euphoria”, stworzonym przez Thomasa G:sona i Petera Boströma, w finale programu Melodifestivalen 2012, zostając reprezentantką Szwecji w 57. Konkursie Piosenki Eurowizji w Baku. Po wygranej Melodifestivalen z singlem „Euphoria” znalazła się na pierwszym miejscu szwedzkiej listy sprzedaży, a także stała się główną faworytką bukmacherów i klubów OGAE do wygrania Eurowizji 2012. Po awansie do finału wzięła udział w konferencji prasowej, na której powiedziała dziennikarzom: Prawa człowieka są gwałcone w Azerbejdżanie na co dzień. Nie powinno się milczeć o takich rzeczach, za co została skrytykowana przez rzecznika rządu Azerbejdżanu, organizatora konkursu. Szwedzcy dyplomaci odpowiedzieli na zarzuty mówiąc, że EBU, szwedzka telewizja i Loreen nie działali na tle konkursu. Bezpośrednio przed finałem obawiano się, że Loreen nie wygra konkursu, bo na jurorskiej próbie generalnej zakrztusiła się sztucznym śniegiem użytym podczas wykonywania utworu, co mogłoby wpłynąć na ocenę jury, które oceniało próby uczestników konkursu. W finale, który odbył się 26 maja, zajęła jednak pierwsze miejsce z liczbą 372 punktów, zdobywając wówczas rekordową liczbę maksymalnych not 12 punktów (z 18 krajów). Po konkursie za singiel „Euphoria” odebrała dwie Nagrody im. Marcela Bezençona oraz trafiła na zagraniczne listy sprzedaży m.in. na pierwsze miejsce w Finlandii i Norwegii oraz na trzecie w Wielkiej Brytanii. Singiel został sprzedany łącznie w ponad 2,2 mln egzemplarzy na świecie, z czego w 11 krajach za swoją sprzedaż został wyróżniony certyfikatem, w tym w samej Szwecji uzyskał dziewięć platynowych płyt za przekroczenie progu ponad 360 tys. sprzedanych kopii i był najchętniej kupowanym singlem w tym kraju w 2012 roku.
W lipcu 2012 wystąpiła jako gość muzyczny podczas konkursu Słowiański Bazar w Witebsku; na widowni obecny był m.in. prezydent Alaksandr Łukaszenka. Podczas wizyty w kraju spotkała się z żoną więźnia politycznego Alaksandra Bialackiego, a także przedstawicielami Centrum Praw Człowieka w Białorusi i niezależnymi dziennikarzami na dwugodzinnym spotkaniu, gdzie podpisała petycję o zakazie stosowania kary śmierci w kraju. Stwierdziła później, że była w pełni świadoma ryzyka, że za udział w spotkaniu mogła być zatrzymana lub aresztowana na lotnisku, gdy wracała do domu.
5 lipca wydała oficjalny teledysk do „Euphorii” w reżyserii Marcusa Söderlunda. W sierpniu otrzymała nagrodę Rockbjörnen dla najlepszej piosenkarki na żywo oraz za najlepszą szwedzką piosenkę (za „Euphorię”); była także nominowana do zdobycia nagrody za najlepszy koncert (występ na gali rozdania MTV Awards w Göteborgu). W październiku została laureatką Europejskiej Nagrody Muzycznej MTV dla najlepszego szwedzkiego wykonawcy i była nominowana dla nagrody dla najlepszego europejskiego wykonawcy.
8 października 2012 wydała nową wersję piosenki „My Heart Is Refusing Me” jako drugi międzynarodowy singiel promujący jej debiutancki album, a w Szwecji ukazał się jej czwarty singiel – „Crying Out Your Name”, który powstał w wyniku współpracy Moha Denebia, Niklasa Jarla, Jakoba Hazella, Svante Halldina, Any Diaz i Gina Yonana. Jego premiera telewizyjna odbyła się 12 października podczas występu Loreen w szwedzkiej edycji programu X Factor. Utwór ponadto znalazł się na 19. miejscu na szwedzkiej liście sprzedaży.
21 października 2012 wystąpiła w Polsce podczas jednego z półfinałów programu Must Be the Music. Tylko muzyka. Dzień później nakładem wytwórni Warner Music Sweden wydała singiel „Everytime” oraz debiutancki album studyjny pt. Heal, na którym umieściła 12 utworów, w większości przez nią współtworzonych. Na płycie zawarła wiele brzmień, z dominacją gatunków muzyki elektronicznej, popu, dance i trance, utrzymując się przy tym w stylistyce synth popu. Wydawnictwo dotarło do pierwszego miejsca na liście najlepiej sprzedających się albumów w Szwecji, a w ciągu dwóch tygodni od premiery zdobyło certyfikat platynowej płyty za sprzedaż w liczbie przekraczającej 40 tysięcy sztuk. Loreen w celu promocji płyty pojawiła się jako gość muzyczny w kilku europejskich programach telewizyjnych, m.in. w rumuńskim X Factorze i w holenderskim The Voice of Holland. Wydawnictwo Heal było 14. najlepiej sprzedającym się albumem w Szwecji w 2012 roku.
Pod koniec października 2012 wystąpiła na otwarciu Friends Arena w Sztokholmie, gdzie wykonała piosenkę „Crying Out Your Name”, a 31 grudnia wystąpiła w Bramie Brandenburskiej w Berlinie na sylwestrowym koncercie Willkommen 2013 emitowanym na kanale ZDF. Z kolei podczas noworocznego koncertu w Chinach zaśpiewała piosenki „Euphoria”, „Sober” i „We Are the World”.

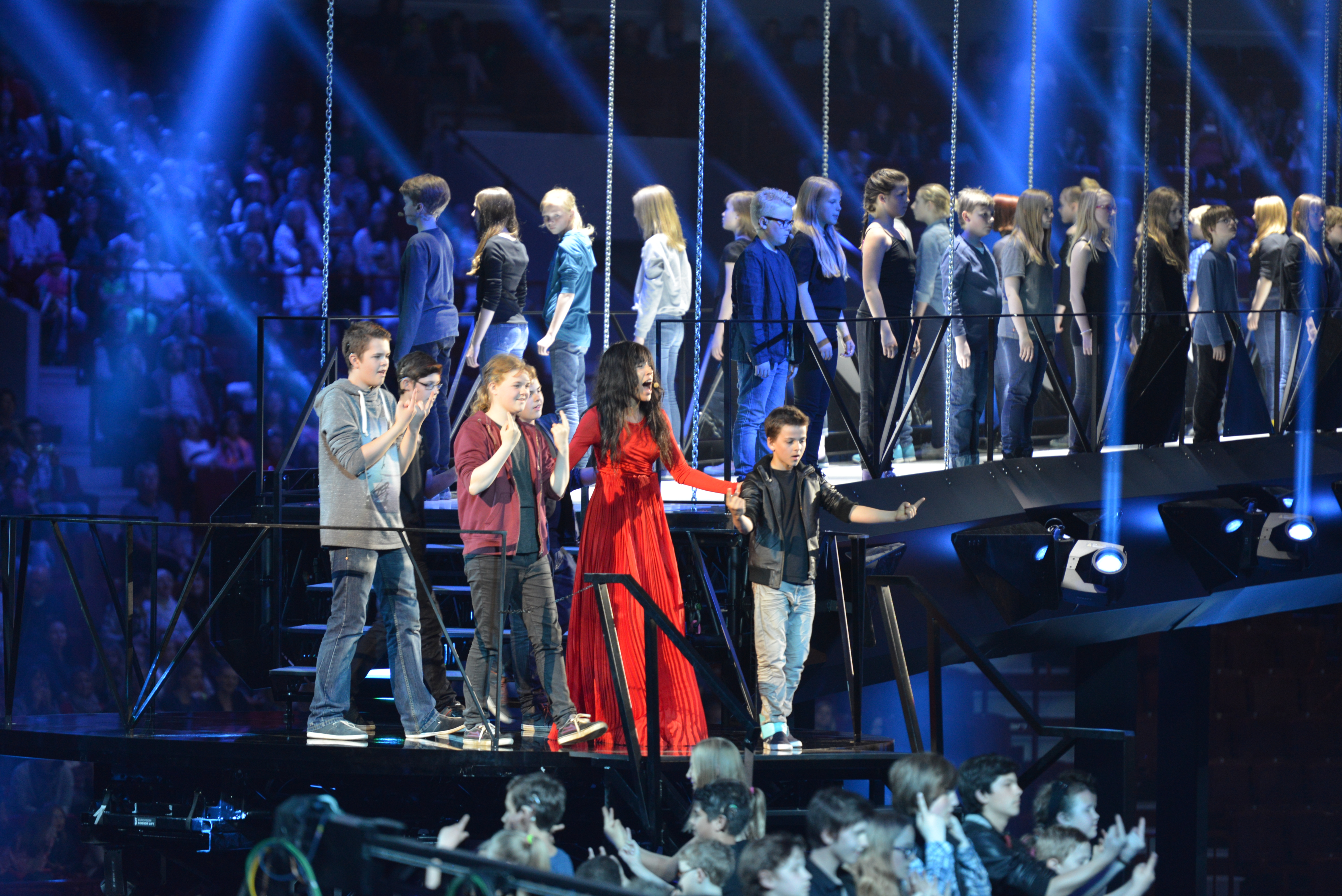
Loreen podczas 58. Konkursu Piosenki Eurowizji w Malmö (2013)

W lutym 2013 w formacie digital download wydała dwie piosenki: „In My Head” oraz „Requiem Solution”, nagraną ze szwedzkim producentem muzycznym Kleerupem. Do tego drugiego powstał także teledysk. W tym czasie wystąpiła podczas Gaygalan 2013 – uroczystości wręczenia nagród przyznawanych przez czasopismo „QX”. Na ceremonii otrzymała nagrodę w kategorii Najlepsza szwedzka piosenka roku za utwór „Euphoria”. Była również nominowana w kategorii Artysta roku, lecz ostatecznie nagroda przypadła Darinowi. 20 lutego wystąpiła na gali rozdania nagród Grammis 2013, do których była nominowana w trzech kategoriach, jednak nie wygrała żadnej nagrody. Wiosną wystąpiła także jako gość w przedeurowizyjnych programach: Melodi Grand Prix 2013 Unser Song für Malmö i Melodifestivalen 2013.
20 lutego 2013 opublikowała teledysk do piosenki „Heal”. W maju 2013 wydała singiel „We Got the Power”, do którego wyreżyserowała teledysk. Z singlem dotarła do 52. miejsca na szwedzkiej liście przebojów i została wyróżniona złotym certyfikatem za sprzedaż w nakładzie przekraczającym 20 tys. kopii w Szwecji. W maju była gościem muzycznym podczas 58. Konkursu Piosenki Eurowizji w Malmö i wręczyła trofeum zwyciężczyni, Emmelie de Forest. 31 maja wydała reedycję debiutanckiego albumu, jedynie w formacie digital download, poszerzona o singiel „We Got the Power” i akustyczną wersję „Euphorii”.
22 czerwca po raz drugi wystąpiła w Polsce podczas koncertu Wianki nad Wisłą. 28 czerwca wydała teledysk do piosenki „My Heart Is Refusing Me”. W sierpniu została drugi rok z rzędu nominowana do nagrody Rockbjörnen w trzech kategoriach: najlepsza piosenkarka na żywo, najlepsza szwedzka piosenka (za „We Got the Power”) oraz najlepszy koncert (WONK), jednak nie zwyciężyła w żadnej kategorii. Ze względu na największą sprzedaż albumów w poprzedzającym roku w Szwecji, 23 sierpnia reprezentowała ten kraj na Sopot Top of the Top Festival 2013 w koncercie Top of the Top, rywalizując o nagrodę Bursztynowego Słowika; podczas występu w Operze Leśnej wykonała piosenki „Euphoria” i „We Got the Power”, lecz żadna z nich nie zwyciężyła. Zaangażowała się również w działania Szwedzkiego Komitetu do spraw Afganistanu (ang. Swedish Committee for Afghanistan, w skrócie SCA). W sierpniu spotkała się z ministrem spraw zagranicznych Carlem Bildtem, z którym omawiała sytuację panującą w Afganistanie, a we wrześniu w ramach akcji SCA odbyła tam podróż. W październiku została nową patronką The World’s Children’s Prize, a w następnym miesiącu została ambasadorką SCA. W grudniu brała udział w projekcie szwedzkich nadawców publicznych Musikhjälpen, podczas którego zbierano pieniądze na pomoc ciężarnym Szwedzkom.

### 2014–2015: Kolejne single i trasa koncertowa

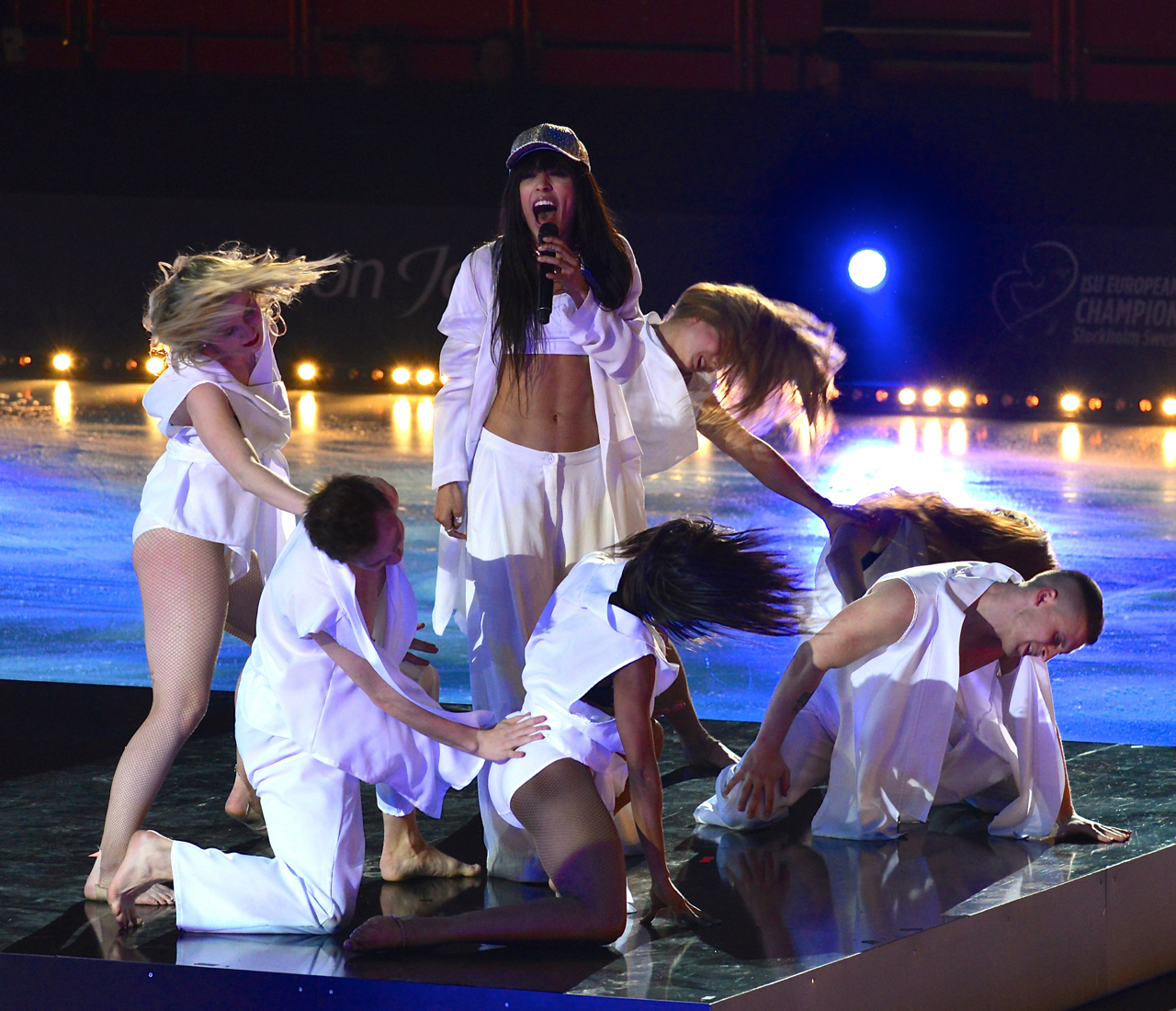
Loreen podczas występu na Art on Ice (2014)

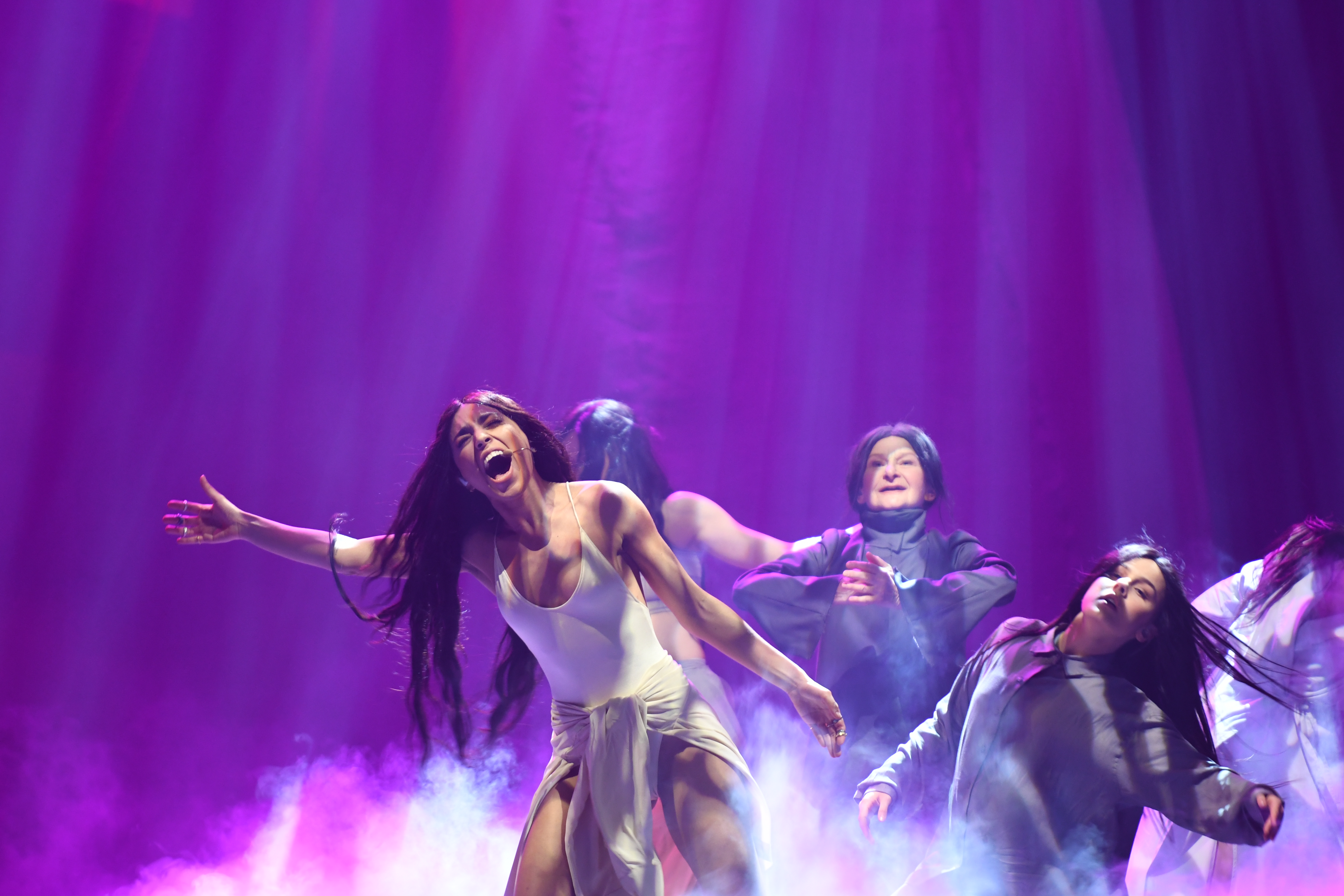
Loreen w programie Melodifestivalen 2017

W styczniu 2014 wzięła udział w jednym z odcinków programu Sápmi Sessions, w którym szwedzcy artyści udają się na północ kraju, aby rozpocząć współpracę z wykonawcą z populacji Lapończyków. Wcześniej nieznający się uczestnicy mają trzy dni na stworzenie i nagranie wspólnie piosenki. Wraz z Loreen w programie wystąpiła Ingá-Máret Gaup-Juuso, a efektem ich współpracy był utwór „Son”. W kwietniu artystka wyruszyła w trasę koncertową pod nazwą Tour XIV, obejmującą koncerty w różnych miastach Europy. Latem ponownie została nominowana do nagród Rockbjörnen, w trzech kategoriach: Najlepsza szwedzka piosenka („Son”), Najlepszy koncert (Gröna Lund) oraz Najlepsi fani. We wrześniu wystąpiła podczas rozdania nagród Eurasian Music Awards w Ałmaty w Kazachstanie. 9 marca 2015 wydała singiel „Paper Light (Higher)”, który premierowo zaśpiewała w Helsingborgu w trakcie jednego z etapów Melodifestivalen 2015. Z utworem dotarła do 25. miejsca na szwedzkiej liście sprzedaży. 31 marca wystąpiła jako jeden z gości muzycznych podczas koncertu jubileuszowego Eurovision Song Contest’s Greatest Hits przygotowanego przez brytyjską telewizję BBC z okazji 60-lecia istnienia Konkursu Piosenki Eurowizji. W maju uczestniczyła w Life Ball, odbywającej się w Wiedniu imprezy charytatywnej na rzecz osób chorych na HIV i AIDS. 14 sierpnia ukazał się jej następny singel „I’m in It with You” autorstwa artystki. Natomiast w grudniu premierę miał pierwszy szwedzkojęzyczny singel wokalistki – „Under ytan”, będący coverem piosenki Uno Svenningssona.

### 2016–2020: Ponowny udział w Melodifestivalen, kolejne single
W listopadzie 2016 ogłoszono jej udział w programie Melodifestivalen 2017 z utworem „Statements”, który – jak tłumaczyła w wywiadach – opowiada o tym, iż „powinniśmy ruszyć do działania w sprawie pomocy innym, a nie siedzieć w domu, wypisując w internecie jak to nam przykro, chociaż tak naprawdę udajemy, gdyż to modne i nie czujemy zagrożenia”. Choć była faworytką do wygrania programu, odpadła na etapie dogrywek. Z singlem „Statements” dotarła do 13. miejsca na szwedzkiej liście sprzedaży. 25 sierpnia nakładem wytwórni BMG Rights Management Scandinavia wydała minialbum pt. Nude, na którym znalazły się trzy piosenki, w tym m.in. dwa single „Body” oraz „Jungle”. W kolejnych miesiącach zaprezentowała jeszcze dwa single: „’71 Charger” i „Hate the Way I Love You”, a 24 listopada premierę miał jej drugi album studyjny pt. Ride. Płyta, zawierająca 10 kompozycji, dotarła do 31. miejsca na szwedzkiej liście sprzedaży.
4 października 2019 wydała singiel „Walk with Me”, a 29 lutego 2020 singel „Fiction Feels Good”. Tego samego roku wzięła także udział w szwedzkim reality show Så mycket bättre, podczas którego nagrała trzy promocyjne single – „Alice”, „Du är min man” oraz „Jag är en vampyr”, notowane kolejno na 96., 72. oraz 43. miejscu na szwedzkiej liście sprzedaży.

### od 2020: Powrót do Konkursu Piosenki Eurowizji i Melodifestivalen

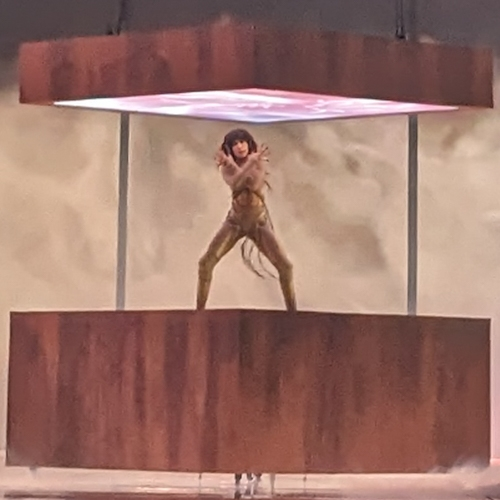
Loreen podczas występu w 67. Konkursie Piosenki Eurowizji, maj 2023

W 2021 wydała singel „Sötvattentårar”. W marcu 2023 z utworem „Tattoo” zwyciężyła w finale programu Melodifestivalen 2023, dzięki czemu została reprezentantką Szwecji w 67. Konkursie Piosenki Eurowizji w Liverpoolu. Zajęła w nim pierwsze miejsce, w tym 243 pkt od telewidzów (2. miejsce) i 340 pkt od jurorów (1. miejsce). stając się tym samym drugą osobą w historii (i pierwszą kobietą), która dwukrotnie zwyciężyła w konkursie.

## Życie prywatne
W latach 2004–2006 była związana z piosenkarzem Danielem Lindströmem.
W 2017 ujawniła się jako osoba biseksualna. W marcu 2021 potwierdziła, że jest w związku.

## Dyskografia
- Heal (2012)
- Ride (2017)

## Nagrody i nominacje
| Rok  | Konkurs                       | Kategoria                                                             | Rezultat   |
| ---- | ----------------------------- | --------------------------------------------------------------------- | ---------- |
| 2012 | Gaygalan                      | Najlepsza szwedzka piosenka roku („My Heart Is Refusing Me”)          | Wygrana    |
| 2012 | Nagrody im. Marcela Bezençona | Nagroda Artystyczna                                                   | Wygrana    |
| 2012 | Nagrody im. Marcela Bezençona | Nagroda Kompozytorów („Euphoria”)                                     | Wygrana    |
| 2012 | Rockbjörnen                   | Najlepsza piosenkarka na żywo                                         | Wygrana    |
| 2012 | Rockbjörnen                   | Najlepsza szwedzka piosenka („Euphoria”)                              | Wygrana    |
| 2012 | Rockbjörnen                   | Najlepszy koncert (MTV Awards, Göteborg)                              | Nominacja  |
| 2012 | MTV Europe Music Awards       | Najlepszy szwedzki wykonawca                                          | Wygrana    |
| 2012 | MTV Europe Music Awards       | Najlepszy europejski wykonawca                                        | 2. miejsce |
| 2012 | World Music Awards            | Najlepsza artystka                                                    | Nominacja  |
| 2012 | World Music Awards            | Najlepszy wykonawca roku                                              | Nominacja  |
| 2012 | World Music Awards            | Najlepsza piosenka („Euphoria”)                                       | Nominacja  |
| 2012 | Premios 40 Principales        | Mejor Canción Internacional en Lengua No Española („Euphoria”)        | Nominacja  |
| 2013 | Grammis                       | Piosenka roku („Euphoria”)                                            | Nominacja  |
| 2013 | Grammis                       | Artystka roku                                                         | Nominacja  |
| 2013 | Grammis                       | Najbardziej popularny szwedzki artysta roku na arenie międzynarodowej | Nominacja  |
| 2013 | Gaygalan                      | Najlepsza szwedzka piosenka roku („Euphoria”)                         | Wygrana    |
| 2013 | Gaygalan                      | Artysta roku                                                          | Nominacja  |
| 2013 | Radio Regenbogen Award        | Nagroda słuchaczy („Euphoria”)                                        | Wygrana    |
| 2013 | Rockbjörnen                   | Najlepsza piosenkarka na żywo                                         | Nominacja  |
| 2013 | Rockbjörnen                   | Najlepsza szwedzka piosenka („We Got the Power”)                      | Nominacja  |
| 2013 | Rockbjörnen                   | Najlepszy koncert (WONK)                                              | Nominacja  |
| 2013 | World Music Awards            | Najlepsza artystka                                                    | Nominacja  |
| 2013 | World Music Awards            | Najlepszy wykonawca                                                   | Nominacja  |
| 2013 | World Music Awards            | Najlepszy wykonawca na żywo                                           | Nominacja  |
| 2013 | World Music Awards            | Najlepsza piosenka („Euphoria”)                                       | Nominacja  |
| 2013 | World Music Awards            | Najlepszy teledysk („Euphoria”)                                       | Nominacja  |
| 2014 | Gaygalan                      | Najlepsza szwedzka piosenka roku („We Got the Power”)                 | Nominacja  |
| 2014 | Rockbjörnen                   | Najlepsza szwedzka piosenka („Son”)                                   | Nominacja  |
| 2014 | Rockbjörnen                   | Najlepszy koncert (Gröna Lund)                                        | Nominacja  |
| 2014 | Rockbjörnen                   | Najlepsi fani (Warriors)                                              | Nominacja  |